# トリベルガ (小惑星)
トリベルガ (619 Triberga) は小惑星帯に位置する小惑星である。ハイデルベルクでアウグスト・コプフによって発見された。
ちょうど4年の公転周期を持ち、4年ごとに太陽と地球との位置関係が全く同じ場所にくる。この事実は、月の質量を計算するのに役立った。
絶対等級が9.9であることから、直径はおおよそ43kmであると計算された。衝にある時の実視等級は13.5である。
ドイツのバーデン＝ヴュルテンベルク州にあるTriberg im Schwarzwaldという町にちなんで命名された。